# Calle de la Herrería (Vitoria)
La calle de la Herrería es una vía pública de la ciudad española de Vitoria, situada en el barrio del Casco Viejo.

## Descripción

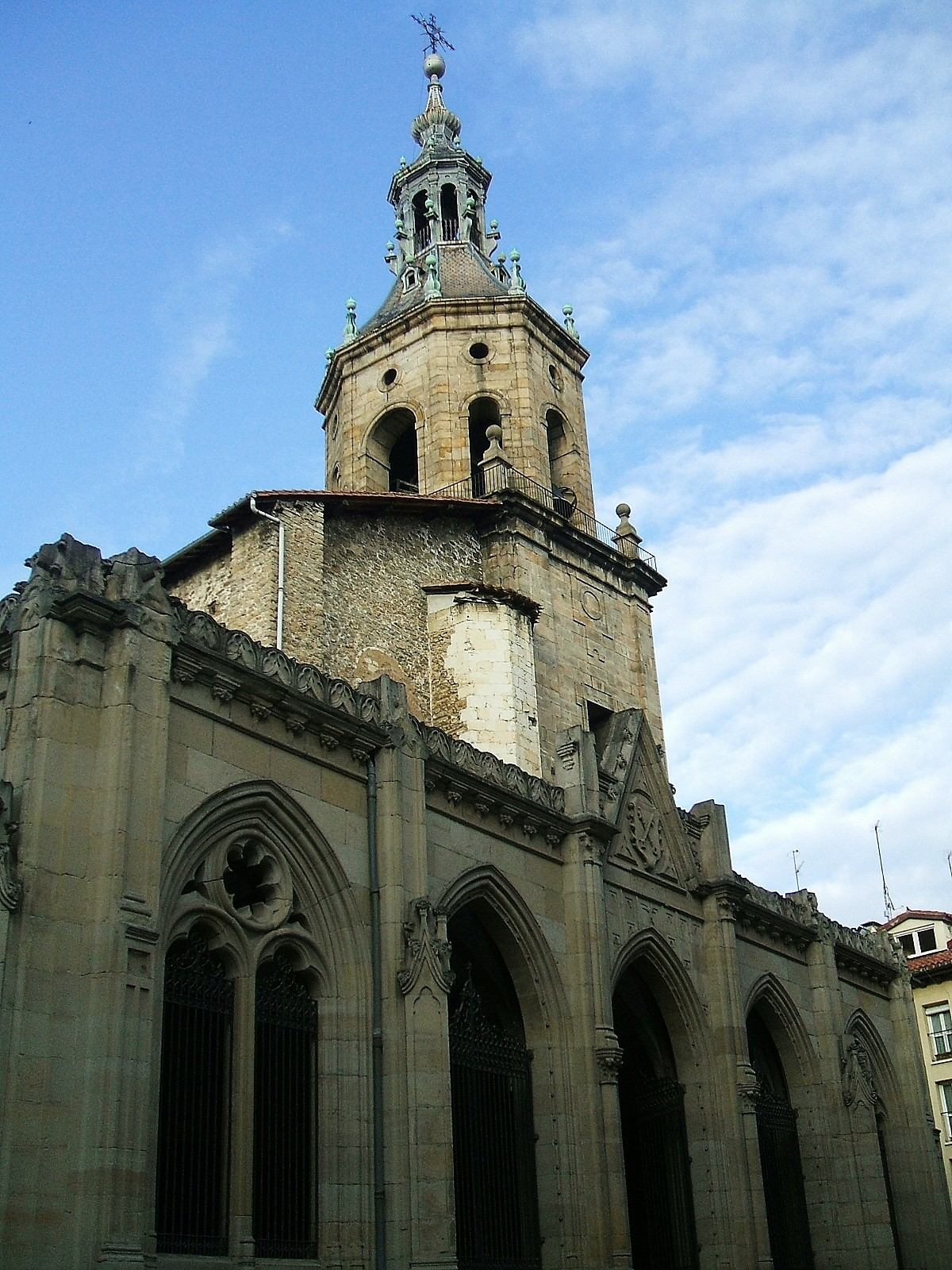
La iglesia de San Pedro Apóstol

Su nombre es el primitivo, el que, según aseguran José Colá y Goiti y Venancio del Val de Sosa, se le dio en 1200, durante el reinado de Alfonso VIII de Castilla. Principia en la plaza de la Virgen Blanca y discurre, paralela a la calle de la Zapatería y a la de la Diputación Foral de Álava, hasta la calle de la Fundadora de las Siervas de Jesús, otrora conocida como campo de los sogueros. Hacia la mitad de la calle, en la acera izquierda, se sitúa la iglesia parroquial de San Pedro Apóstol.
Tuvieron hogar en la calle en algún momento figuras como Adriano de Utrecht, Fermín Herrán, Pedro de Egaña, Francés Álava Beamonte, Luis de Ajuria y María Josefa Sancho. Asimismo, en lo que entonces era el portal número 73, nació en 1730 el historiador Joaquín José de Landázuri y Romarate. Más allá de una serie de edificios religiosos e industrias dedicadas al hierro, ha habido en la calle a lo largo de la historia establecimientos en los que se desarrollaban, entre otras actividades comerciales, la venta de bebidas, la guarnición de salchichas, la peluquería y la edición de periódicos como El Alavés y La Ilustración de Álava. También hubo en la calle dos hospitales medievales, el de San Pedro, fundado en el siglo XIV por Garci Martínez de Estella, y el de San José.
La calle tuvo entidad propia, como «primera vecindad de la calle de La Herreria de la Ciudad de Vitoria», reuniéndose los vecinos «en junta de vecindad según [...] uso y costumbre» para tomar decisiones o para celebrar las fiestas de su patrón, San Roque.